# Hospital Saint-Louis de Tunis
L'hospital Sant-Louis de Tunis és un antic hospital francés creat per les Germanes de Sant Josep de l'Aparició al cor de la medina de Tunis, a Tunísia. Hui en dia es tracta d'una escola catòlica, que allotja la biblioteca diocesana de Tunis.

## Localització
Es trobava al carrer Sidi Saber, al centre de la medina.

## Etimologia
Portava el seu nom en memòria de Lluís IX de França, mort a causa de la pesta el 25 d'agost de 1270 a Tunis i conegut com a Sant Lluís.

## Història
El seu origen va ser un menut hospital de vuit llits, construït l'any 1842 per l'abat François Bourgade, almoiner de la capella de Sant Lluís de Cartago, i destinat a la comunitat francesa, mentre que la infermeria de Santa-Marguerite, situada sobre el carrer dels Tintorers (en àrab نهج الصباغين), estava destinada als italians i maltesos.
En 1880, sota l'impuls del cardenal Charles Lavigerie, es va traslladar al carrer Sidi Ali Azzouz, a una caserna en desús i més espaiosa.